# Kasugai
Kasugai (春日井市; -shi) é uma cidade japonesa localizada na província de Aichi.
Em 2003 a cidade tinha uma população estimada em 293 512 habitantes e uma densidade populacional de 3 165,92 h/km². Tem uma área total de 92,71 km².
Recebeu o estatuto de cidade a 1 de Junho de 1943.
Parte do Aeroporto de Nagoya situa-se na cidade de Kasugai. A parte restante situa-se na cidade de Komaki. O aeroporto serve a cidade de Nagoya.
É a cidade natal do jogador de basebol Ichiro Suzuki.

## Cidade-irmã
- Kelowna, Canadá